# Rainbow Dragon
Rainbow Dragon è un videogioco di avventura dinamica pubblicato all'inizio del 1988 per Commodore 64 dalla Firebird, nella linea Silver a basso prezzo. Il protagonista è un drago che vola negli stretti cunicoli di una caverna.

## Modalità di gioco
Il giocatore controlla un drago verde chiamato Asturias e deve cercare di fuggire da un antico tempio sotterraneo che rischia di crollare. Il tempio appare come un labirinto di caverne bidimensionale, composto da roccia irregolare e da colonne e altri manufatti. Per poter uscire è necessario distruggere con il soffio di fuoco dieci forzieri sparsi per lo scenario, spesso resi inaccessibili da ostacoli e magie le cui rimozioni sono rompicapi da risolvere.
Lo schermo di gioco è diviso circa a metà e la parte inferiore, leggermente più piccola, mostra la visuale laterale del drago e delle sue immediate vicinanze, con scorrimento multidirezionale. Il drago sta perennemente sospeso in aria sbattendo le ali ed è relativamente grande rispetto allo schermo, per cui deve affrontare passaggi stretti, e perde energia vitale se sbatte contro la roccia. Può essere mosso in orizzontale o verticale e può sputare fuoco, per bruciare i forzieri e per accendere torce fissate alle pareti. Alcuni oggetti si possono raccogliere e trasportare con le zampe.
La metà superiore dello schermo mostra gli indicatori di stato, quattro colonne e quattro icone. Le colonne si sgretolano col passare del tempo, a rappresentare il crollo del tempio, e se tutte e quattro si spaccano a metà è game over. Premendo un tasto, il giocatore passa dal controllo del drago nella metà inferiore al controllo di un puntatore a forma di bacchetta magica luminescente nella metà superiore. La bacchetta può riparare separatamente ciascuna delle quattro colonne, oppure può attivare altre magie tramite le icone. Ogni azione della bacchetta consuma una carica magica; le cariche si possono riguadagnare risolvendo i vari problemi dell'avventura. Le azioni delle icone sono: individuazione del magico (fa brillare eventuali incantesimi nascosti, specialmente nei forzieri), lettura del magico (rivela eventuali indizi scritti, di solito vicino a colonne, e li mostra come testo scorrevole), sparizione di illusioni (fa sparire ad es. false pareti), restauro (ripara oggetti o rimuove ostacoli). Gli indicatori comprendono quattro barre: tempo (limitato a prescindere dallo stato delle colonne), energia vitale, cariche magiche, forzieri rimanenti.
Si può giocare a due livelli di difficoltà, in quello elevato ci sono alcuni problemi in più, tra cui oggetti volanti da evitare.

## Sviluppo
Lo sviluppo del gioco è accreditato allo sconosciuto gruppo Duck Software, del quale sono noti soltanto Rainbow Dragon e Cargo, altro gioco per Commodore 64, funzionante ma mai arrivato alla pubblicazione commerciale. Sembra che del gruppo facesse parte Stavros Fasoulas, noto per aver realizzato con successo, in precedenza, i primi tre titoli della Thalamus, e talvolta gli viene attribuita anche la programmazione di Rainbow Dragon.